# Paxsi
Paxsi è un'ampia struttura anulare presente sulla superficie di Titano.